# ميخائيل هيوي
ميخائيل هيوي (بالإنجليزية: Michael Huey)‏ هو منتج أسطوانات وملحن أمريكي، ولد في 24 أكتوبر 1950 في بودون في الولايات المتحدة.

## وصلات خارجية
- ميخائيل هيوي على موقع IMDb (الإنجليزية)
- ميخائيل هيوي على موقع ميوزك برينز (الإنجليزية)
- ميخائيل هيوي على موقع ديسكوغز (الإنجليزية)